# 川鄂党参
川鄂党参（学名：Codonopsis henryi）为桔梗科党参属的植物，为中国的特有植物。分布于中国大陆的四川等地，生长于海拔1,600米至2,000米的地区，多生在山坡林缘和灌丛中，目前尚未由人工引种栽培。